# Železniško postajališče Dobravlje
Železniško postajališče Dobravlje je eno izmed železniških postajališč v Sloveniji, ki oskrbuje bližnje naselje Dobravlje.